# Cremastus stigmaterus
Cremastus stigmaterus är en stekelart som först beskrevs av Cresson 1872.  Cremastus stigmaterus ingår i släktet Cremastus och familjen brokparasitsteklar. Inga underarter finns listade i Catalogue of Life.